# نيلم (نبات)
النَّيْلَم أو النَّلُمبُو (من السنهالية: නෙළුම් نيلوم، وهي أصل الكلمة اللاتينية Nelumbo، الاسم العلمي:Nelumbo) هي جنس من النباتات يتبع فصيلة النيلمية من الرتبة البروطيات.

## الأنواع
يضم هذا الجنس نوعين اثنين هما:
- النيلم الأصفر (الاسم العلمي:Nelumbo lutea)
- النيلم الجوزي (الاسم العلمي:Nelumbo nucifera)